# Pride of the Range
Pride of the Range è un cortometraggio muto del 1910 diretto da Francis Boggs.

## Produzione
Il film fu prodotto dalla Selig Polyscope Company.

## Distribuzione
Venne distribuito dalla General Film Company.